# Gobemoucheron tropical
Polioptila plumbea
Espèce
Statut de conservation UICN

 LC  : Préoccupation mineure
Le Gobemoucheron tropical (polioptila plumbea) est une espèce de passereaux appartenant à la famille des Polioptilidae.

## Description
Le gobemoucheron tropical à la couronne, l'arrière et la partie supérieure du cou noir avec une ou deux légères lignes blanches derrière les narines. Le dos, les scapulaires, la croupe et les ailes sont gris bleuâtre. Les primaires et les secondaires sont gris sombre avec le bord des ailes gris ardoise et l'extrémité gris pale. Le centre de la queue est noir avec les deux rectrices blanches. Les lores sont blancs et le tour de l'œil est blanc avec un trait noir visible qui va de l'œil à la nuque. La partie inférieure du cou, la gorge, l'abdomen et le dessous des ailes sont blancs. Le reste de la partie inférieure est gris bleuâtre pale.

## Répartition
Il est présent au Belize, au Brésil, en Colombie, au Costa Rica, en Equateur, au Guatemala, au Guyana, en Guyane, au Honduras, au Mexique, au Nicaragua, au Panama, au Pérou, au Surinam et au Venezuela.

## Habitat
Le gobemoucheron tropical vit dans les forêts tropicales.

## Sous-espèces
D'après la classification de référence (version 10.1, 2020) du Congrès ornithologique international, cette espèce est constituée des douze sous-espèces suivantes (ordre phylogénique) :
- polioptila plumbea brodkorbi Parkes, 1979 ;
- polioptila plumbea superciliaris Lawrence, 1861 ;
- polioptila plumbea cinericia Wetmore, 1957 ;
- polioptila plumbea bilineata (Bonaparte, 1850) ;
- polioptila plumbea daguae Chapman, 1915 ;
- polioptila plumbea anteocularis Hellmayr, 1900 ;
- polioptila plumbea plumbiceps Lawrence, 1865 ;
- polioptila plumbea innotata Hellmayr, 1901 ;
- polioptila plumbea plumbea (Gmelin, JF, 1788) — plateau des Guyanes ;
- polioptila plumbea atricapilla (Swainson, 1831) ;
- polioptila plumbea parvirostris Sharpe, 1885 ;
- polioptila plumbea maior Hellmayr, 1900.